# دنی پدروسا
دنی پدروسا (به اسپانیایی: Daniel "Dani" Pedrosa) (زاده ۲۹ سپتامبر ۱۹۸۵ در سابادل کاتالونیا اسپانیا) راننده مسابقات موتوجی پی بود. او جوانترین قهرمان جهان در کلاس ۲۵۰ سی سی می‌باشد. وی با قدی برابر با ۱٫۵۸ متر و وزن ۵۱ کیلوگرم کوچک جثه‌ترین راننده کلاس موتوجی پی بود که در انتهای فصل ۲۰۱۸ از دنیای موتورسواری خداحافظی کرد.

## زندگی‌نامه
دنی پدروسا اولین بار در سن چهار سالگی پشت موتور نشست. او آن سال ایتالی جت ۵۰ می‌راند که دو چرخ اضافه بر دو چرخ موتور داشت. وی زمانی که ۹ سال بیشتر نداشت در مسابقات مینی بایک قهرمانی اسپانیا شرکت کرد و در اولین حضورش به مقام دوم مسابقات دست یافت. در سال ۲۰۰۱ در حالی که ۱۶ ساله بود برای اولین بار پای به دنیای مسابقات حرفه‌ای گذاشت و به عنوان یک استعداد جوان وارد تیم موویستار در کلاس ۱۲۵ سی سی شد. توانست در این دسته عنوان قهرمانی را از آن خود کند. در سال ۲۰۰۴ به دسته ۲۵۰ سی سی رفت که در همان سال اول قهرمان شد و تبدیل به جوان‌ترین قهرمان تاریخ در این کلاس شد.
او هم مثل فرناندو آلونسو در رشته فرمول یک، با موفقیت ازعنوان قهرمانی‌اش دفاع کرد تا جوان‌ترین قهرمان دوگانه جهان شود.
با قهرمانی در دو سال پیاپی در ۲۵۰ سی سی مورد توجه تیم رپسول هوندا که در کلاس موتوجی پی حضور دارد قرار گرفت ولی منتقدان وی در آن سال اعلام کردند وی به دلیل جثه کوچک و قد کوتاهی که دارد نمی‌تواند موتورهای این کلاس که حجمی معادل ۹۹۰ سی سی دارند را کنترل کند ولی در سال ۲۰۰۶ تیم رپسول که به استعدادهای وی پی برده بود بی‌توجه به همه انتقادها او را جایگزین راننده به نام ایتالیایی مکث بیاجی در تیم خود کرد و توانست در همان سال اول حضورش در مسابقات موتوجی پی در دو گرندپری چین و هلند قهرمان جهان شود.
او که دیگر به یک راننده قوی در این کلاس تبدیل شده بود در سال ۲۰۰۷ با۲۴۲ امتیاز پس از کیسی استونر و بالاتر از بزرگانی همچون والنتینو روسی و نیکی هایدن در جای دوم قرار گیرد تا شایستگی‌های خود را بیش از پیش به منتقدانش ثابت کند.
وی در سال ۲۰۱۰ نیز علی‌رغم تصادف شدیدی که در گرندپری موتوجی ژاپن داشت که این امر خود باعث شکستگی کتف و از دست دادن سه گرند پری شد ولی در انتهای فصل باز هم توانست در جای دوم قرار گیرد.
در سال ۲۰۱۲ نیز با وجود اینکه در هفت گرندپری عنوان قهرمانی را به دست آورد ولی در انتهای فصل فقط با ۱۸ امتیاز قهرمانی فصل را به هموطن خود خورخه لورنزو از تیم یاماها واگذار کرد. در این سال از دوازده مسابقه ابتدایی فصل توانست در یازده مسابقه روی سکو برود و در گرندپری ساچسنرینگ داچلند نیز برای سومین سال متوالی در کلاس موتوجی پی قهرمان جهان شد. همچنین وی با کسب عنوان دومی فصل برای سومین سال در موتوجی پی دوم شد و از حیث دوم شدن در این کلاس هت تریک کرد.
دنی پدروسا هم اینک همتیمی هموطن خود مارک مارکز در تیم رپسول هوندا می‌باشد.

## خداحافظی از مسابقات
دنی پدروسا در تاریخ ۱۲ ژوئیه ۲۰۱۸ در کنفرانس مطبوعاتی مسابقه ساکسرینگ اعلام کرد امسال آخرین سالی است که در مسابقات شرکت می‌کند و در پایان سال از موتورسواری خداحافظی می‌کند . وی ۱۸ فصل در مسابقات حاضر بود که هر ۱۸ فصل را با هوندا سپری نمود که از این میان ۱۳ سال در کلاس موتوجی پی برای رپسول مسابقه داد .

## بازکشت به مسابقات
دنی پدروسا بعد از چند سال دوری از مسابقات که به عنوان موتورسوار تست برای تیم کی تی ام فعالیت میکرد در سال ۲۰۲۱ بار دیگر به مسابقات برگشت اما فقط برای یک مسابقه در فصل , وی در مسابقه ارتیش مسابقه داد و جایگاه دهم کسب کرد . 
همچنین در سال ۲۰۲۳ نیز در ۲ مسابقه خرز و سن مارینو شرکت کرد که به ترتیب هفتم و چهارم شد . 
در سال ۲۰۲۴ نیز در مسابقه خرز شرکت کرد که در دور سرعتی عنوان سوم کسب کرد ولی در مسابقه اصلی زمین خورد . 

## وضعیت جسمانی
دوران کاری او با مصدومیت‌های متعدد از جمله چندین شکستگی در پا، گردن و مصدومیت شدید کتف می‌توان اشاره کرد، اما پدروسا همیشه ثبات خودش را حفظ کرده و خودش را در سطح اول قهرمانی نگه داشته.
مصدومیت‌های دنی پدروسا در مسابقات:
۲۰۰۳ در جایزه بزرگ استرالیا (۱۲۵سی سی) دو شکستگی در استخوان پا چپ. (از دست دادن مسابقه)
۲۰۰۵ جایزه بزرگ ژاپن (۲۵۰ سی سی) شکستگی در استخوان بازو که تاندون فوق نخاعی را تحت تأثیر قرار داد.
۲۰۰۶ جایزه بزرگ مالزی (موتوجی پی) شکستگی در انگشت کوچک دست چپ.
۲۰۰۷ جایزه بزرگ ترکیه (موتوجی پی) ضربه شدید به عضله سرینی و گردن (ازدست دادن مسابقه)
۲۰۰۷ جایزه بزرگ ژاپن (موتوجی پی) آسیب دیدگی انگشت پا (از دست دادن مسابقه)
۲۰۰۸ تست جایزه بزرگ مالزی (موتوجی پی) شکستگی در کتف (از دست دادن تست)
۲۰۰۸ جایزه بزرگ آلمان (موتوجی پی) آسیب دیدگی تاندون دست (از دست دادن مسابقه)
۲۰۰۸ جایزه بزرگ استرالیا (موتوجی پی) آسیب دیدگی مجدد به تاندون دست (از دست دادن مسابقه)
۲۰۰۹ جایزه بزرگ قطر (موتوجی پی) ضرب خودرگی بازوی چپ که منجر به پیوند پوست شد.
۲۰۰۹ جایزه بزرگ ایتالیا (موتوجی پی) آسیب دیدگی از ناحیه ران پا (از دست دادن مسابقه)
۲۰۱۰ جایزه بزرگ ژاپن (موتوجی پی) پیچ خوردگی مچ پا راست و شکستگی کتف (از دست دادن مسابقه)
۲۰۱۱ جایزه بزرگ فرانسه (موتوجی پی) شکستگی ترقوه (از دست دادن مسابقه)
۲۰۱۳ جایزه بزرگ آلمان (موتوجی پی) آسیب دیدگی مجدد به ترقوه (از دست دادن مسابقه)
۲۰۱۵ جایزه بزرگ قطر (موتوجی پی) آسیب دیدگی شدید از ناحیه کتف راست ( از دست دادن سه مسابقه)
۲۰۱۶ جایزه بزرگ ژاپن ( موتوجی پی) شکستگی ترقوه سمت راست و نازک نی ( از دست دادن سه مسابقه)
۲۰۱۸ جایزه بزرگ آرژانتین (موتوجی پی ) شکستگی مچ دست راست و جراحی روی آن

## افتخارات
تعداد قهرمانی: ۳ قهرمانی {یک بار در ۱۲۵ سی سی و دو بار ۲۵۰ سی سی}
تعداد نائب قهرمانی: ۳ نائب قهرمانی { هر سه در موتوجی پی بوده}
تعداد سومی: ۳ بار عنوان سومی فصل { یک بار ۱۲۵ سی سی و دو بار در کلاس موتوجی پی}
تعداد قهرمانی: ۵۴ قهرمانی
تعداد پودیوم (حضور روی سکو): ۱۵۳ بار
پل پزیشن (مسابقه را از خط اول آغاز کردن): ۴۹ پل پزیشن از ۲۸۲ بار حضور در مسابقات
Fast lap (سریع‌ترین دور): ۶۴ بار
- افتخارات[۷]

## جدول عملکردی
| فصل   | کلاس   | موتور        | تیم                       | مسابقه | قهرمان | روی سکو | پل پزیشن | Fast Lap | امتیاز | جایگاه فصل |
| ----- | ------ | ------------ | ------------------------- | ------ | ------ | ------- | -------- | -------- | ------ | ---------- |
| ۲۰۰۱  | ۱۲۵cc  | Honda RS۱۲۵  | Telefonica Movistar Honda | ۱۶     | ۰      | ۲       | ۰        | ۰        | ۱۰۰    | 8th        |
| ۲۰۰۲  | ۱۲۵cc  | Honda RS۱۲۵  | Telefonica Movistar Honda | ۱۶     | ۳      | ۹       | ۶        | ۲        | ۲۴۳    | 3rd        |
| ۲۰۰۳  | ۱۲۵cc  | Honda RS۱۲۵  | Telefonica Movistar Honda | ۱۴     | ۵      | ۶       | ۳        | ۳        | ۲۲۳    | 1st        |
| ۲۰۰۴  | ۲۵۰cc  | Honda RSW۲۵۰ | Telefonica Movistar Honda | ۱۶     | ۷      | ۱۳      | ۴        | ۸        | ۳۱۷    | 1st        |
| ۲۰۰۵  | ۲۵۰cc  | Honda RSW۲۵۰ | Telefonica Movistar Honda | ۱۶     | ۸      | ۱۱      | ۵        | ۷        | ۳۰۹    | 1st        |
| ۲۰۰۶  | MotoGP | هوندا        | رپسول                     | ۱۷     | ۲      | ۸       | ۴        | ۴        | ۲۱۵    | 5th        |
| ۲۰۰۷  | MotoGP | هوندا        | رپسول                     | ۱۸     | ۲      | ۸       | ۵        | ۳        | ۲۴۲    | 2nd        |
| ۲۰۰۸  | MotoGP | هوندا        | رپسول                     | ۱۷     | ۲      | ۱۱      | ۲        | ۲        | ۲۴۹    | 3rd        |
| ۲۰۰۹  | MotoGP | هوندا        | رپسول                     | ۱۷     | ۲      | ۱۱      | ۲        | ۵        | ۲۳۴    | 3rd        |
| ۲۰۱۰  | MotoGP | هوندا        | رپسول                     | ۱۵     | ۴      | ۹       | ۴        | ۸        | ۲۴۵    | 2nd        |
| ۲۰۱۱  | MotoGP | هوندا        | رپسول                     | ۱۴     | ۳      | ۹       | ۲        | ۴        | ۲۱۹    | 4th        |
| ۲۰۱۲  | MotoGP | هوندا        | رپسول                     | ۱۸     | ۷      | ۱۵      | ۵        | ۹        | ۳۳۲    | 2nd        |
| ۲۰۱۳  | MotoGP | هوندا        | رپسول                     | ۱۷     | ۳      | ۱۳      | ۲        | ۴        | ۳۰۰    | 3rd        |
| ۲۰۱۴  | MotoGP | هوندا        | رپسول                     | ۱۸     | ۱      | ۱۰      | ۱        | ۲        | ۲۴۶    | ۴          |
| ۲۰۱۵  | MotoGP | هوندا        | رپسول                     | ۱۵     | ۲      | ۶       | ۱        | ۰        | ۲۰۶    | ۴          |
| ۲۰۱۶  | MotoGP | هوندا        | رپسول                     | ۱۵     | ۱      | ۳       | ۰        | ۱        | ۱۵۵    | ۶          |
| ۲۰۱۷  | MotoGP | هوندا        | رپسول                     | ۱۸     | ۲      | ۹       | ۳        | ۲        | ۲۱۰    | ۴          |
| ۲۰۱۸  | MotoGP | هوندا        | رپسول                     | ۱۸     | ۰      | ۰       | ۰        | ۰        | ۱۱۷    | ۱۱         |
| 2021  | MotoGP | KTM          | Red Bull KTM              | 1      | ۰      | ۰       | ۰        | ۰        | 6      | 25         |
| 2022  | MotoGP | KTM          | Red Bull KTM              | 2      | ۰      | ۰       | ۰        | ۰        | 32     | 21         |
| ۲۰۱۸  | MotoGP | KTM          | Red Bull KTM              | 1      | ۰      | ۰       | ۰        | ۰        | 7      | 19         |
| مجموع | مجموع  | مجموع        | مجموع                     | ۲۹۵    | ۵۴     | ۱۵۳     | ۴۹       | ۶۴       | ۴۱۶۲   | ۳ قهرمانی  |

## عکس‌ها

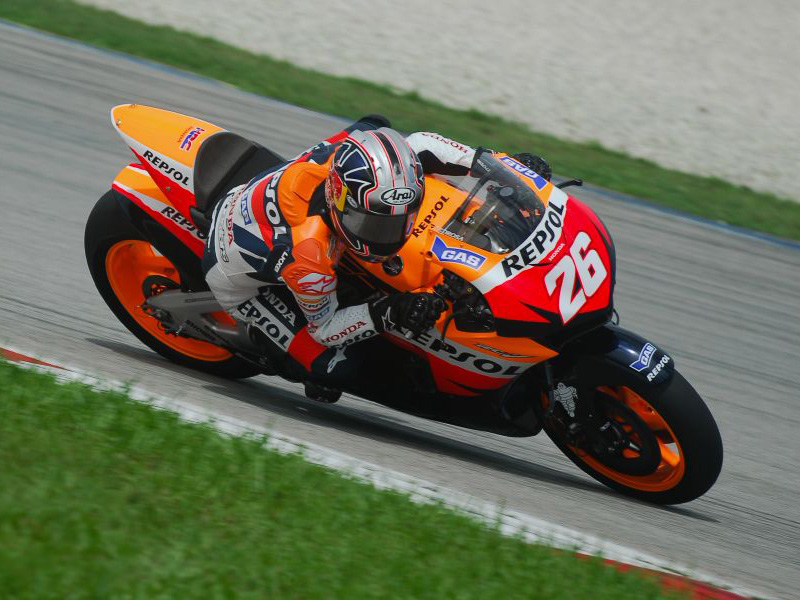
دنی پدروسا در گرندپریکس سپانگ
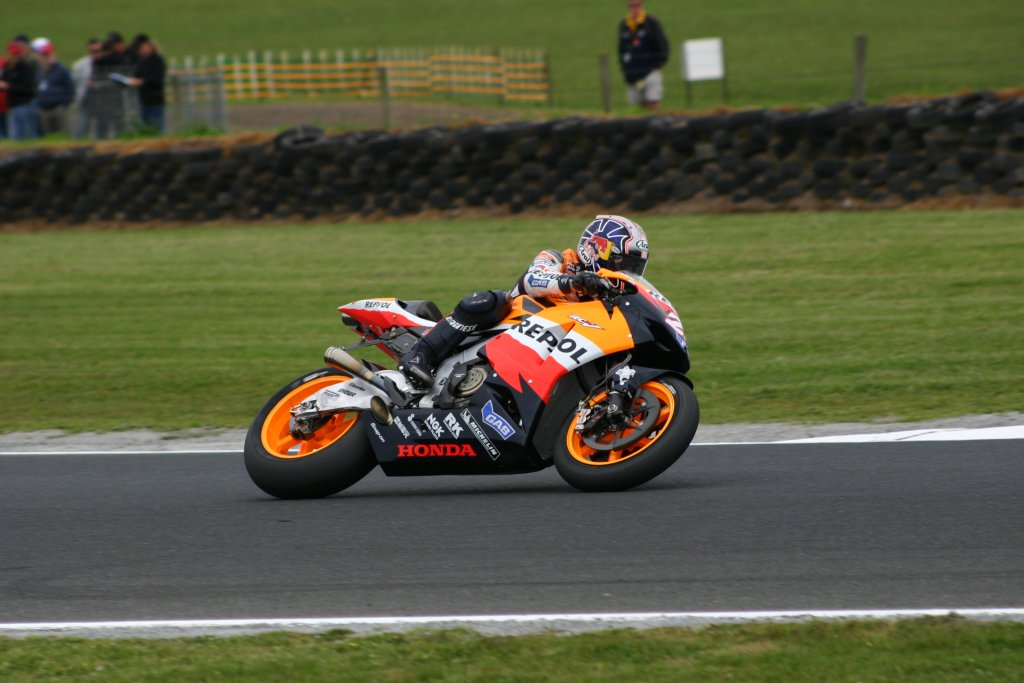
پدروسا در گرندپریکس استرالیا
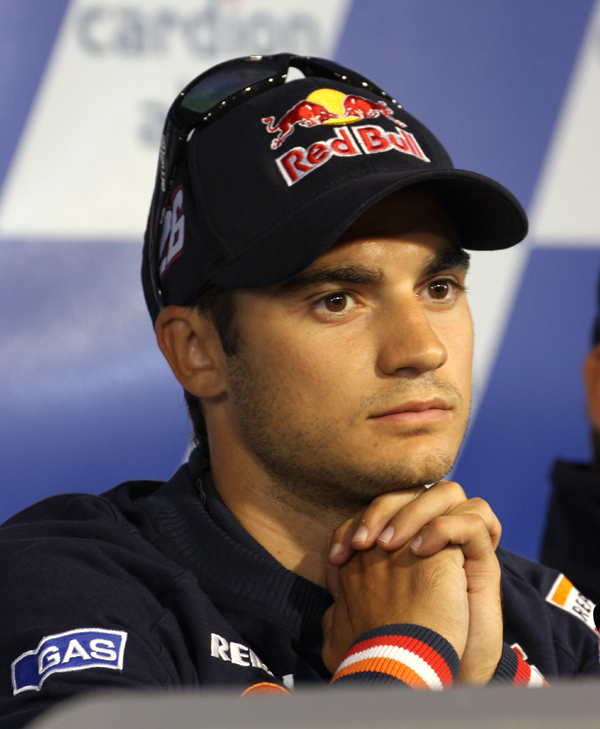
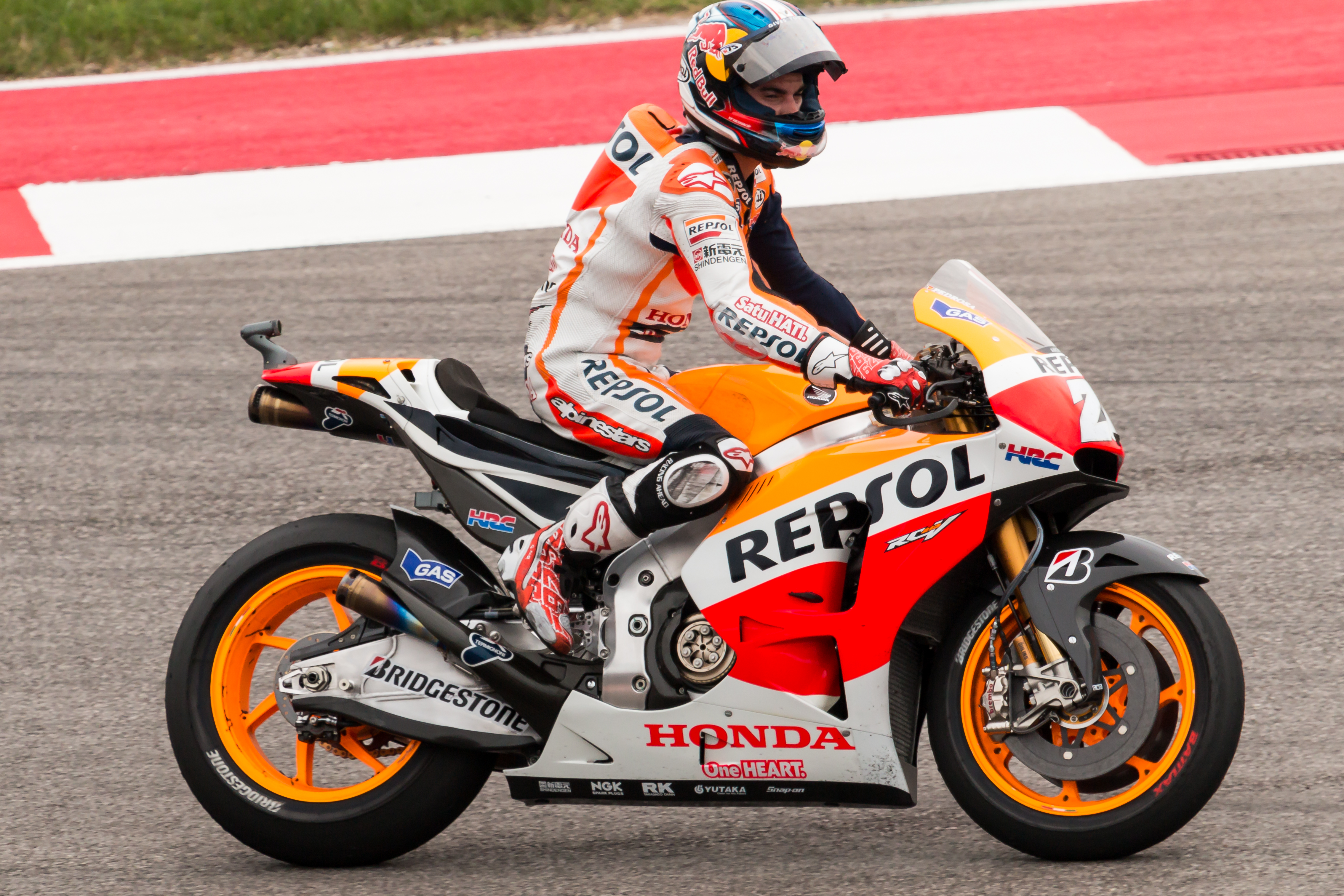